# 901 (numero)
Novecentouno (901) è il numero naturale dopo il 900 e prima del 902.

## Proprietà matematiche
- È un numero dispari.
- È un numero composto, con 4 divisori: 1, 17, 53, 901. Poiché la somma dei suoi divisori (escluso il numero stesso) è 71 < 901, è un numero difettivo.
- È un numero semiprimo.
- È un numero odioso.
- È parte delle terne pitagoriche (60, 899, 901), (424, 795, 901), (451, 780, 901), (476, 765, 901), (901, 1260, 1549), (901, 7632, 7685), (901, 23868, 23885), (901, 405900, 405901).
- È un numero felice.
- È un numero congruente.
- È un numero nontotiente (come tutti i dispari, ad eccezione del numero 1).
- È un numero intero privo di quadrati.
- È un numero palindromo e un numero ondulante nel sistema di numerazione posizionale a base 25 (1B1) e in quello a base 30 (101).

## Astronomia
- 901 Brunsia è un asteroide della fascia principale del sistema solare.
- NGC 901 è una galassia della costellazione dell'Ariete.

## Astronautica
- Cosmos 901 (vettore Kosmos-2) è un satellite artificiale russo.
- Intelsat 901 è una rete satellitare.

## Strade
- E901 è una strada europea in Spagna.
- Departmental route 901 è una strada dell'Alta Vienne, in Francia.
- Pennsylvania Route 901 è una autostrada in Pennsylvania, Stati Uniti d'America.
- Washington State Route 901 è una autostrada in Washington, Stati Uniti d'America.
- West Virginia Route 901 è una strada della Virginia Occidentale, Stati Uniti d'America.

## Altri ambiti
- U-901 è un sottomarino tedesco.
- Porsche 901 è un modello di automobile prodotto dalla casa automobilistica Porsche, in Germania.